# 윤석용
윤석용(尹碩鎔, 1951년 11월 15일 ~ )은 대한민국의 제18대 국회의원이자 한의사이다.
1951년 경상북도 대구시에서 출생하여 1971년 계성고등학교를 졸업하였고, 어릴 때 얻은 소아마비로 장애등급 2등급을 받아 병역이 면제되었다.
1981년 경희대학교 한의학과(28회)를 졸업하고, 1991년 중앙대학교 사회개발대학원 석사 과정을 수료하였다. 현직 18대 국회의원으로, 천호한의원을 운영하면서, 대한장애인체육회 회장, 대한사회복지 개발원 이사장 등을 역임하고 있다.
2008년 7월 29일 국회 민생안정대책특위에서, 민주노동당 당사에 인공기(조선민주주의인민공화국의 국기)가 게양된 모습의 조작사진을 사실 확인 없이 들고 나와 물의를 일으켰다.
2012년 2월 14일 자신이 회장으로 있는 대한장애인체육회가 후원받은 8275만원 상당의 옥매트 250개를 횡령해 지역 복지단체와 동료의원 사무실 등에 임의로 전달한 혐의, 자신의 지역구(서울 강동을) 선거구민과 연관된 단체에 축구공 100개와 30여만원 상당의 김ㆍ빵을 기부해 공직선거법을 위반한 혐의, 2011년 8월 서울시 무상급식 주민투표를 앞두고 장애인체육회 직원 20여명을 동원해 단계적 무상급식을 찬성하는 내용의 투표 운동을 시켜 주민투표법을 위반한 혐의로 검찰에 의해 불구속 기소되었으며, 횡령혐의는 무죄, 나머지 혐의에 대해서는 벌금형을 선고받고 확정되었다.
2010년 5월 장애인체육회 회장실에서 간부들이 보는 앞에서 직원을 지팡이로 때린 공소사실에 대해 1심 유죄가 인정되어 벌금형을 선고받아 문체부로부터 2013년 1월 22일 대한장애인체육회장직을 직무정지당했으나, 법원 가처분 판결을 통해 복직되었다.

## 수상내역
- 1993년 자랑스런 서울시민상
- 1994년 자랑스런 시한국인상
- 1997년 국민훈장 목련장
- 2006년 산업자원부 장관표창[6]

## 주요공약
윤석용은 2008년 18대 국회에 출사표를 던지며, 아래와 같은 것을 공약으로 내세웠다.
1. 지하철 9호선 강동구 연장
2. 천호 1,2,3,4동 뉴타운 조속건설
3. 성내동 - 천호동 로데오거리 보행로 연결

## 역대 선거 결과
|  | 38.84% |

|  | 54.50% |

## 저서
- 복지르네상스를 지향하며, 윤석용의 복지인생스토리, 2020년대 사회복지정책을 위한 제헌, 그대도 곧! 지금! 다시(시집), 내가할래요(언어치료)-절판, 사계절의 울음(시집), 찾아가는 개인 맞춤형 복지시대, 캐롤라이나 교육과정(장애유아교육), 한약 목욕치료